# Hans Wilhelm Viereck

Hans Wilhelm Viereck in Mexiko

Hans Wilhelm Viereck (* 12. Oktober 1903 in Schorrentin; † 6. Dezember 1946 im Speziallager Fünfeichen) war ein deutscher Pflanzensammler in Mexiko.

## Leben
Hans Wilhelm Viereck wurde am 12. Oktober 1903 im elterlichen Herrenhaus von Schorrentin bei Neukalen in Mecklenburg geboren. Das damalige Rittergut war seit Ende des 18. Jahrhunderts im Besitz der Familie Viereck. Viereck hatte bereits in früher Jugend Kontakt zu Hugo Baum, dem Leiter des Botanischen Gartens in Rostock. Dieser war auch der Auslöser für sein Interesse an den Kakteen. Nach seinem Schulabschluss und mit Beginn seiner landwirtschaftlichen Lehre siedelte Viereck 1920 mit seinen Eltern nach Mexiko aus. Seine Eltern pachteten und bewirtschafteten eine Finca in San Vicente in der Nähe von Jaumave im mexikanischen Bundesstaat Tamaulipas.
Viereck interessierte sich zunächst nicht für Kakteen. Erst nach mehreren Briefen und Bitten von Baum sandte Viereck im Jahre 1924 einen kleinen Beutel voller Kakteen an den Botanischen Garten in Rostock und lud Baum zu sich nach Mexiko ein.
Bereits unter den gesandten Pflanzen waren Neuheiten. Daraufhin machte sich Baum im Januar 1925 auf die lange Reise zur befreundeten Familie Viereck. Dieser Besuch in Mexiko und die späteren von Baum vermittelten Aufträge ließen Viereck zu einem anerkannten Kakteenjäger werden. Bis 1938 gelangten die von Viereck gesammelten Pflanzen größtenteils über die Gärtnerei Klissing aus Barth in Vorpommern in den Handel, teilweise sammelte er auch für Kakteen-Haage in Erfurt.
1927 kehrte die Familie Viereck nach Mecklenburg zurück und bewirtschaftete erfolgreich ihre Ländereien in Schorrentin. Auf dem Gut wurden nach der Rückkehr Gewächshäuser für die eigene Kakteenzucht eingerichtet. Hans Wilhelm bereiste trotz angespannter Devisenlage noch bis 1938 die  mexikanischen Bundesstaaten Tamaulipas und Sonora. Sein Name ist mit vielen Arten verbunden.
Ab 1941 war er Soldat und kam gegen Kriegsende nach Schorrentin, dem Gut der Familie, zurück. Hier wurde er vom Volkskommissariat für innere Angelegenheiten (NKWD) verhaftet und starb 1946 im Stammlager Fünfeichen bei Neubrandenburg.

## Ehrungen
Zu Ehren von Hans Wilhelm Viereck sind mehrere Pflanzen benannt worden, so zum Beispiel: Echinocereus viereckii, Mammillaria viereckii, Turbinicarpus viereckii und Astrophytum capricorne var. viereckii. Auch die Pflanzengattung Viereckia R.M.King & H.Rob. aus der Familie der Korbblütler (Asteraceae) ist nach ihm benannt.

## Schriften
- H. W. Viereck: Wie ich Kakteensammler wurde. In: Kakteenkunde. 1934, S. 101–105.
- H. W. Viereck: Astrophyten, wie sie der Sammler in den Heimatgebieten sieht. In: Blätter zur Sukkulentenkunde- und Pflege. 1939, S. 4.
- H. W. Viereck: Reiseerinnerungen aus den Kakteengebieten Sonoras. In: Kakteenkunde. 1941, S. 7–12.